# 拉奥盖特
拉奥盖特（法語：La Hoguette，法語發音：[la ɔɡɛt] ⓘ）是法国卡尔瓦多斯省的一个市镇，属于卡昂区。

## 地理
拉奥盖特（48°52'41"N, 0°9'38"W）面积24.44 平方千米，位于法国诺曼底大区卡爾瓦多斯省，该省份为法国西北部沿海省份，北濒大西洋英吉利海峡，东北与滨海塞纳省以海上边界相接，东临厄尔省，南至奧恩省，西与芒什省接壤。
与拉奥盖特接壤的市镇（或旧市镇、城区）包括：科尔代、埃赖讷、法萊斯、弗雷内拉梅尔、佩尔特维尔内尔、圣皮埃尔迪比、维尼亚、维伊莱法莱斯、内西、讷维欧乌尔姆、罗奈。

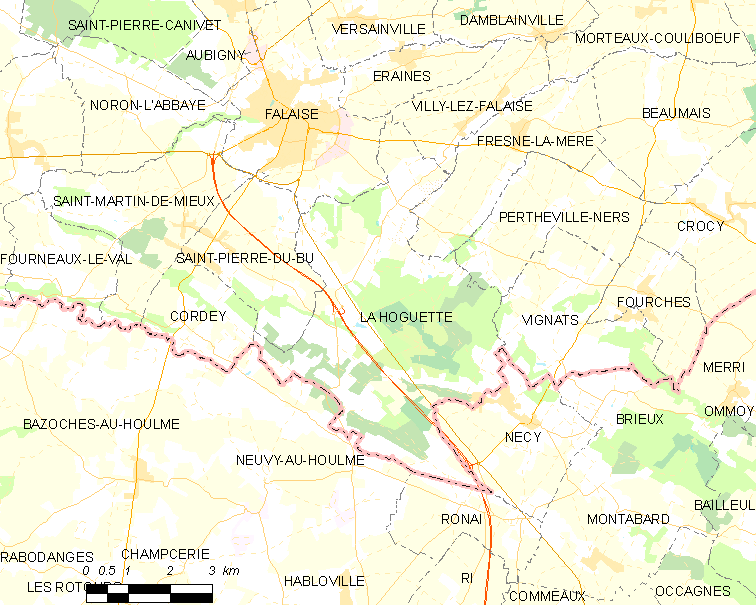
拉奥盖特的OSM定位图

拉奥盖特的时区为UTC+01:00、UTC+02:00（夏令时）。

## 行政
拉奥盖特的邮政编码为14700，INSEE市镇编码为14332。

## 政治
拉奥盖特所属的省级选区为法莱斯县。

## 人口

1962-2008年间拉奥盖特人口变化图示

拉奥盖特于2022年1月1日时的人口数量为664人。